# Sakya-Man-Aung-Pagode

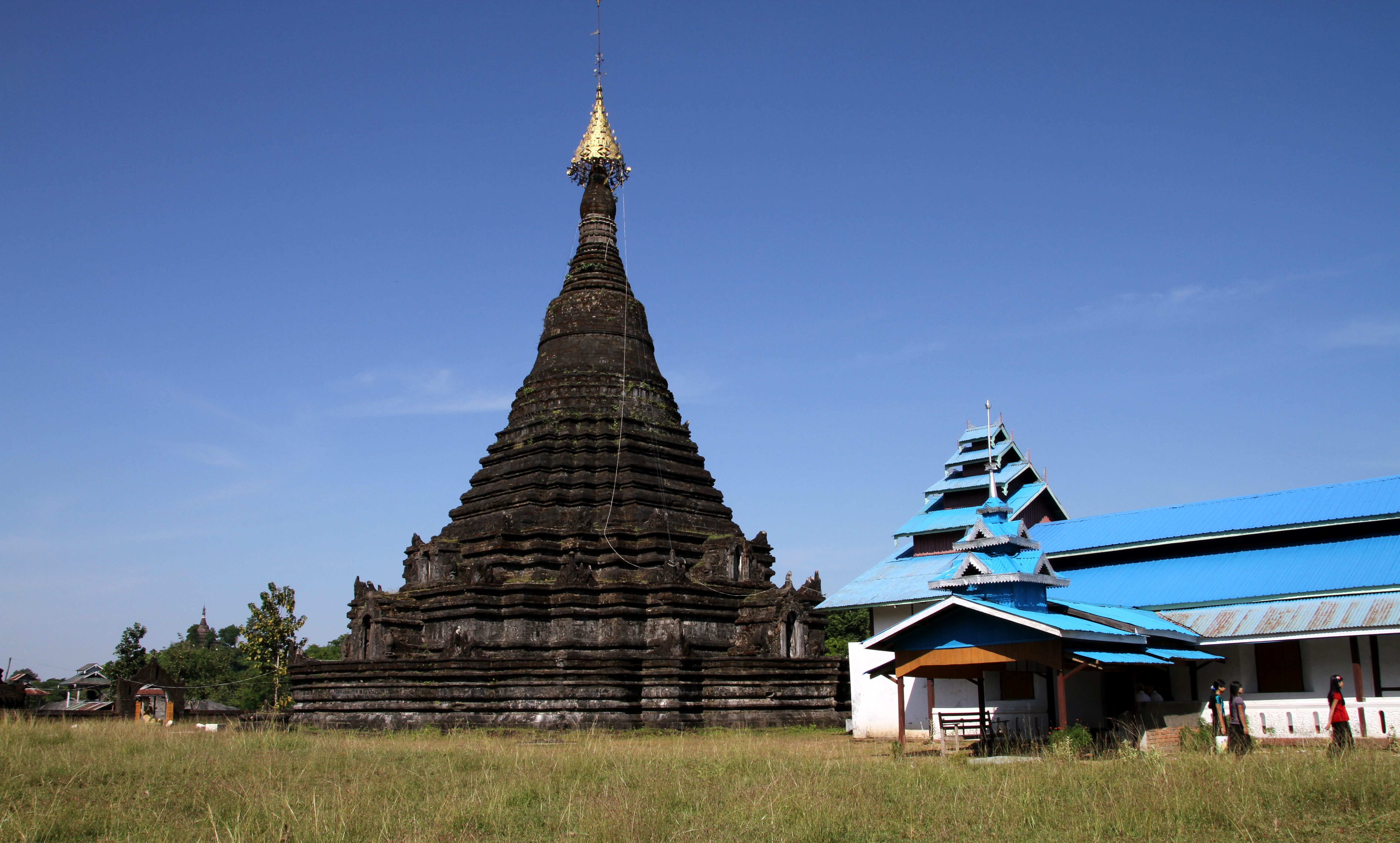
Sakya Man Aung

Die Sakya-Man-Aung-Pagode ist ein buddhistischer Stupa in Mrauk U, Myanmar, etwa einen Kilometer nordöstlich des Palastes. Sie wurde 1629 unter König Thiri Thudham Ma Raza erbaut.

## Beschreibung
Das Gelände der Pagode ist von einer hohen Steinmauer umgeben. Das Tor wird von zwei knienden Giganten bewacht. Der Grundriss des Stupa ist eine achtblättrige Lotosblume, wobei die Seiten zu den Haupthimmelsrichtungen länger sind als diejenigen dazwischen. Die Pyramide steigt zunächst oktogonal an, nimmt dann aber nach neun Stufen die runde Form einer Glocke an und gipfelt mit den üblichen Elementen Turban, doppelter Lotus und Bananenblüte in einem vergoldeten Hti.

Auf dem Gelände der Pagode befinden sich mehrere kleinere Stupas und eine Ordinationshalle mit neun auf Altären sitzenden Buddhas. Die hölzerne Decke der Halle wird von Säulen mit Lotosbasen und -kapitellen getragen und ist mit drei kreisförmigen Darstellungen geschmückt, die jeweils eine Lotosblüte umgeben: acht reitende Gestalten, dann sechzehn Tiere und schließlich zwölf Bildsegmente unterschiedlichen Inhalts.

## Galerie

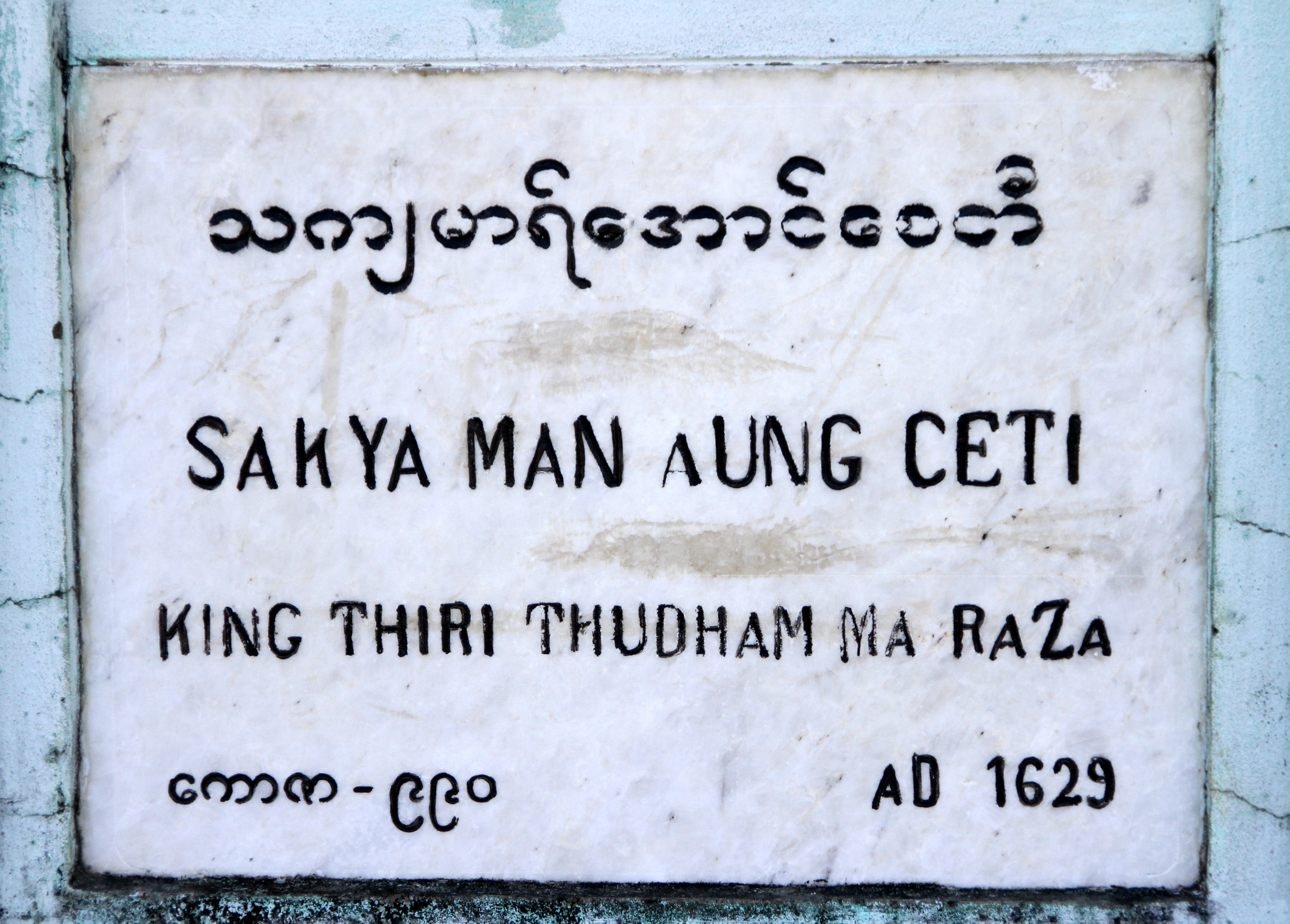
Dokumentation
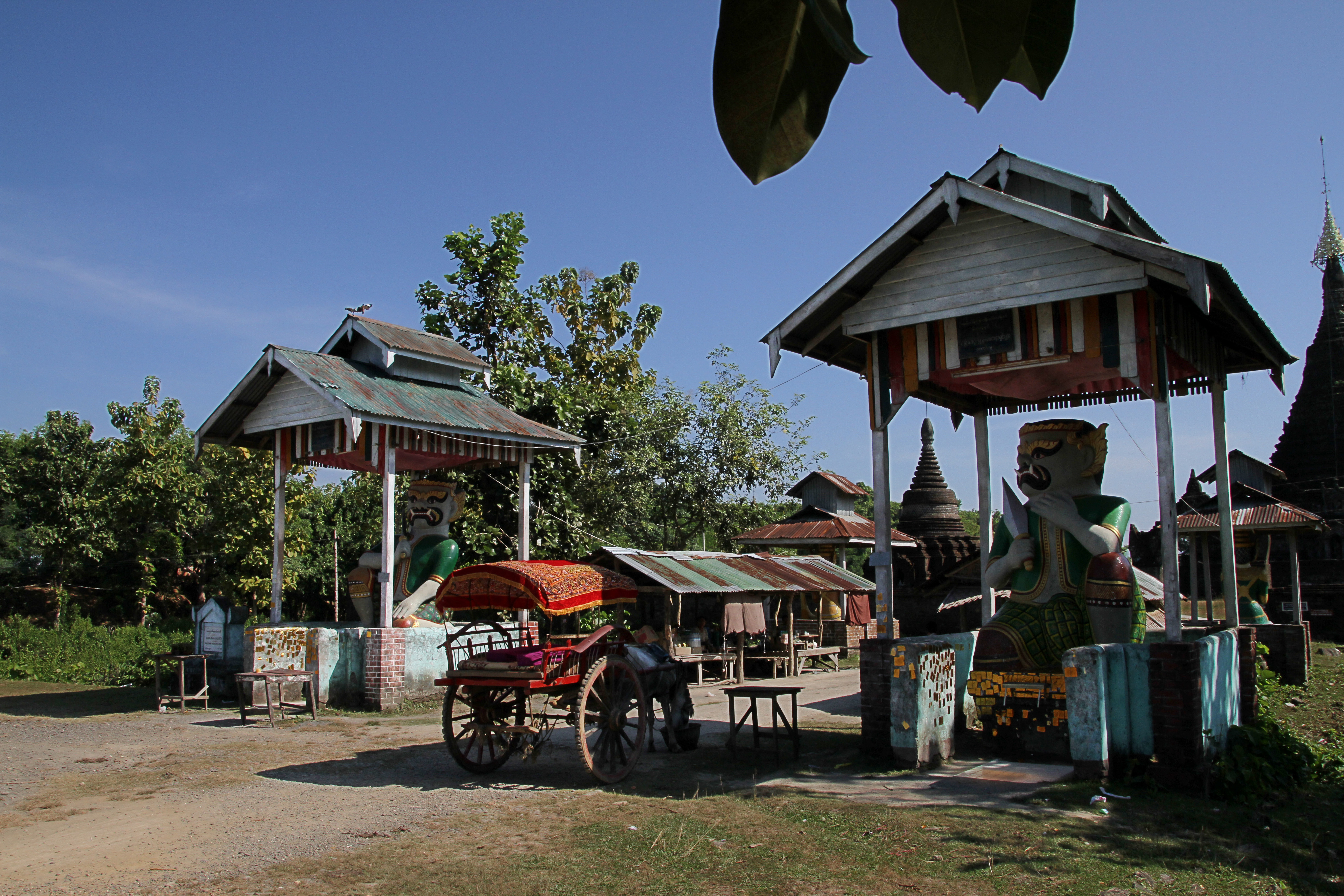
Torwächter
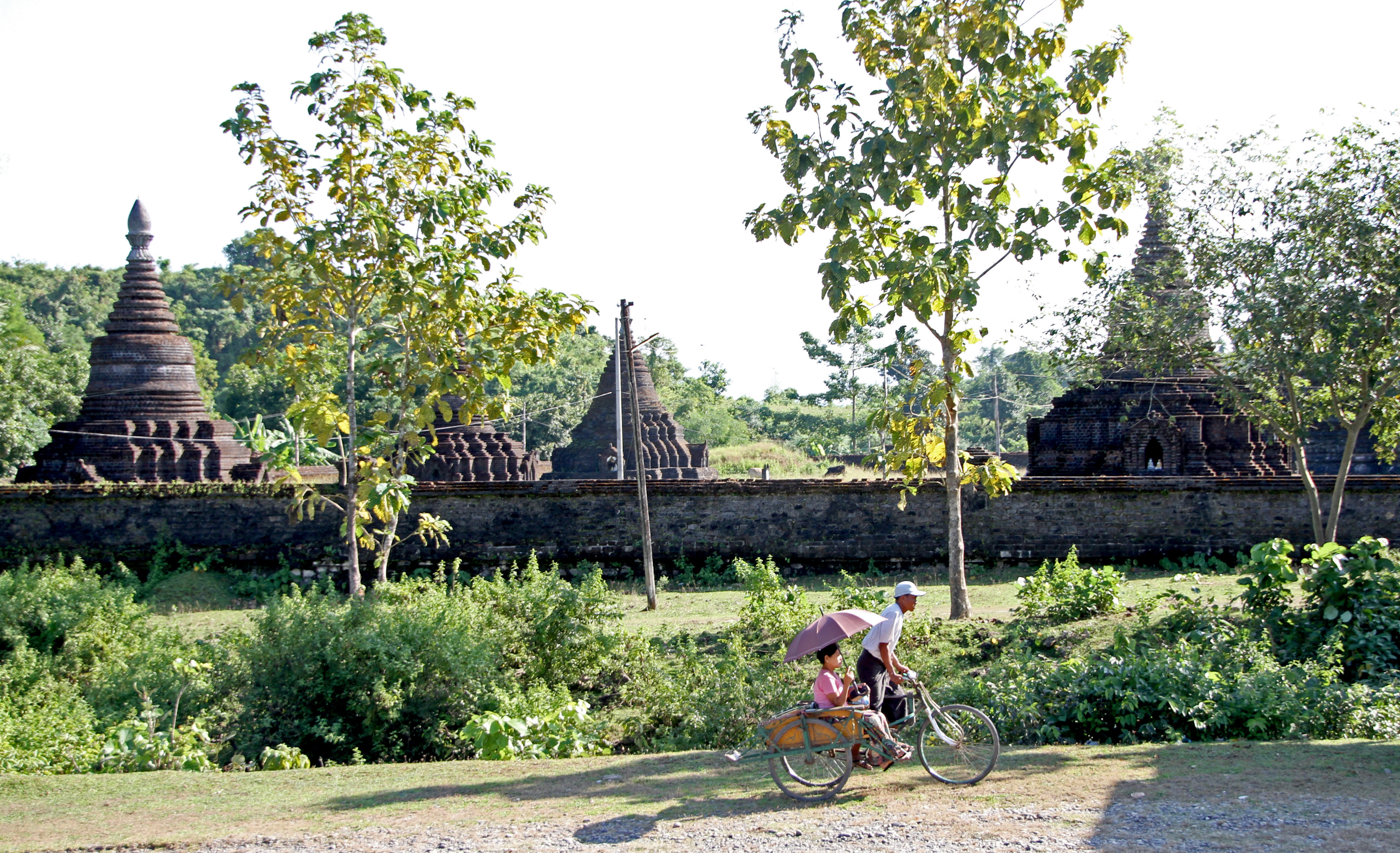
Mauer und kleine Stupas
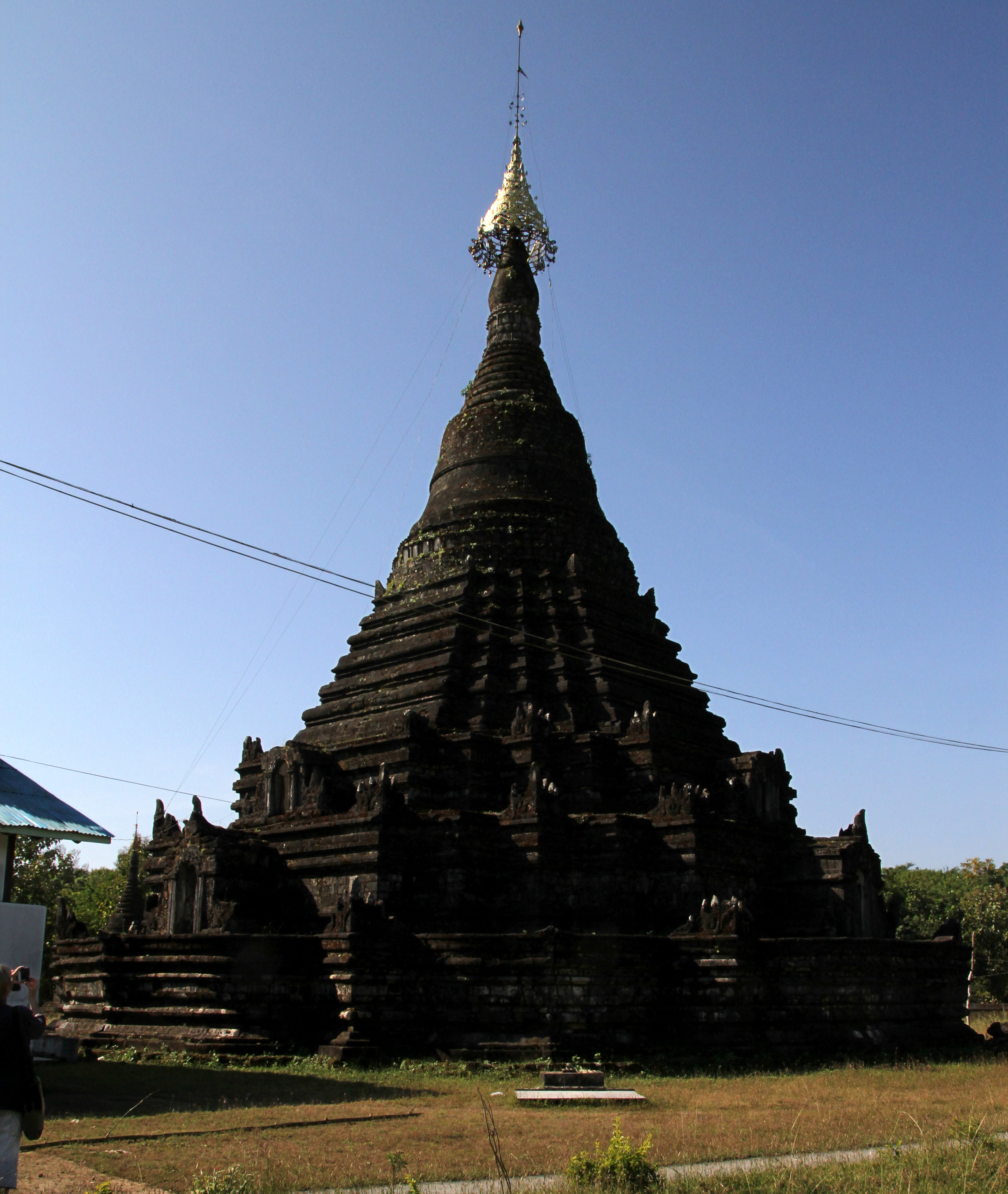
Großer Stupa
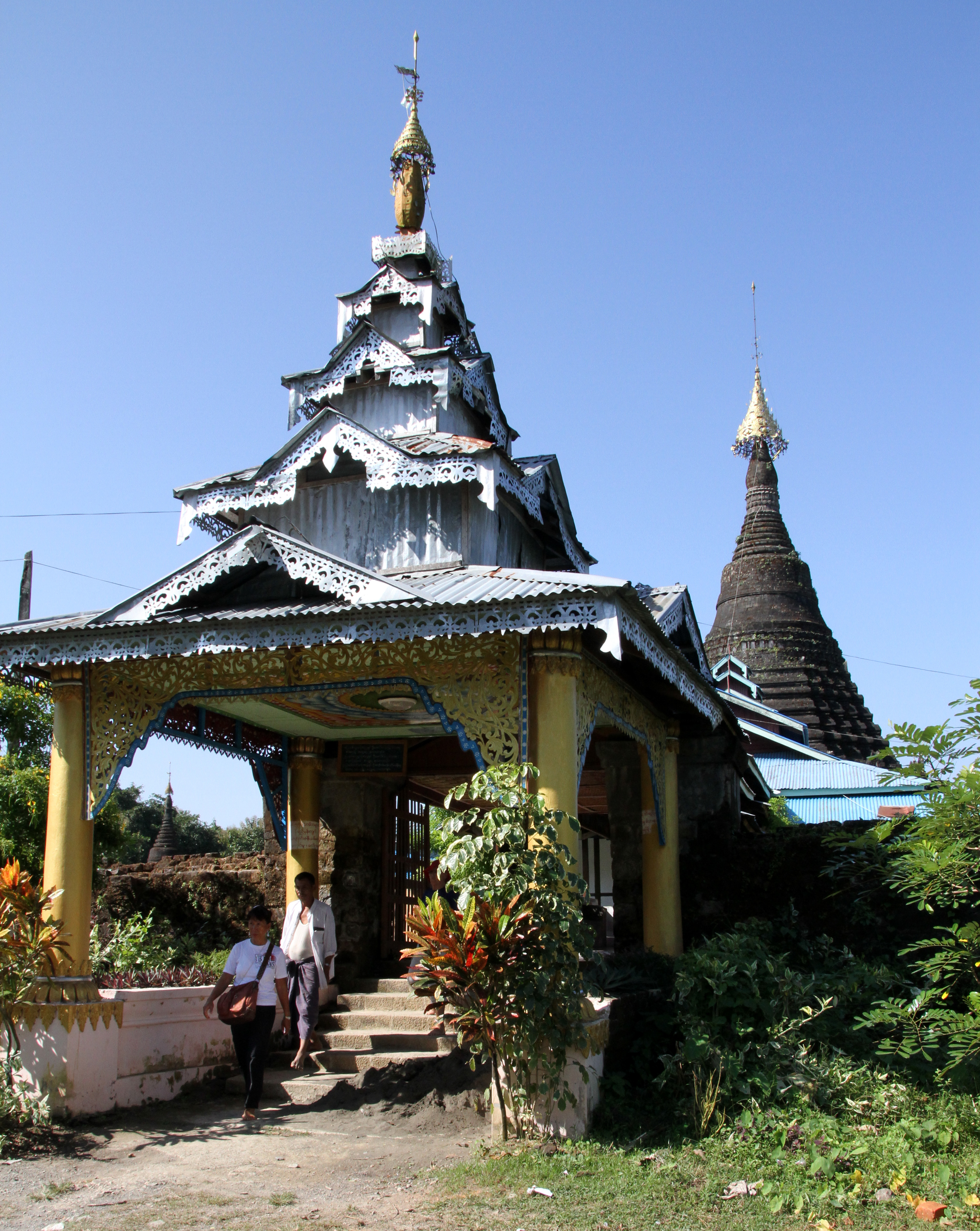
Zugangspagode
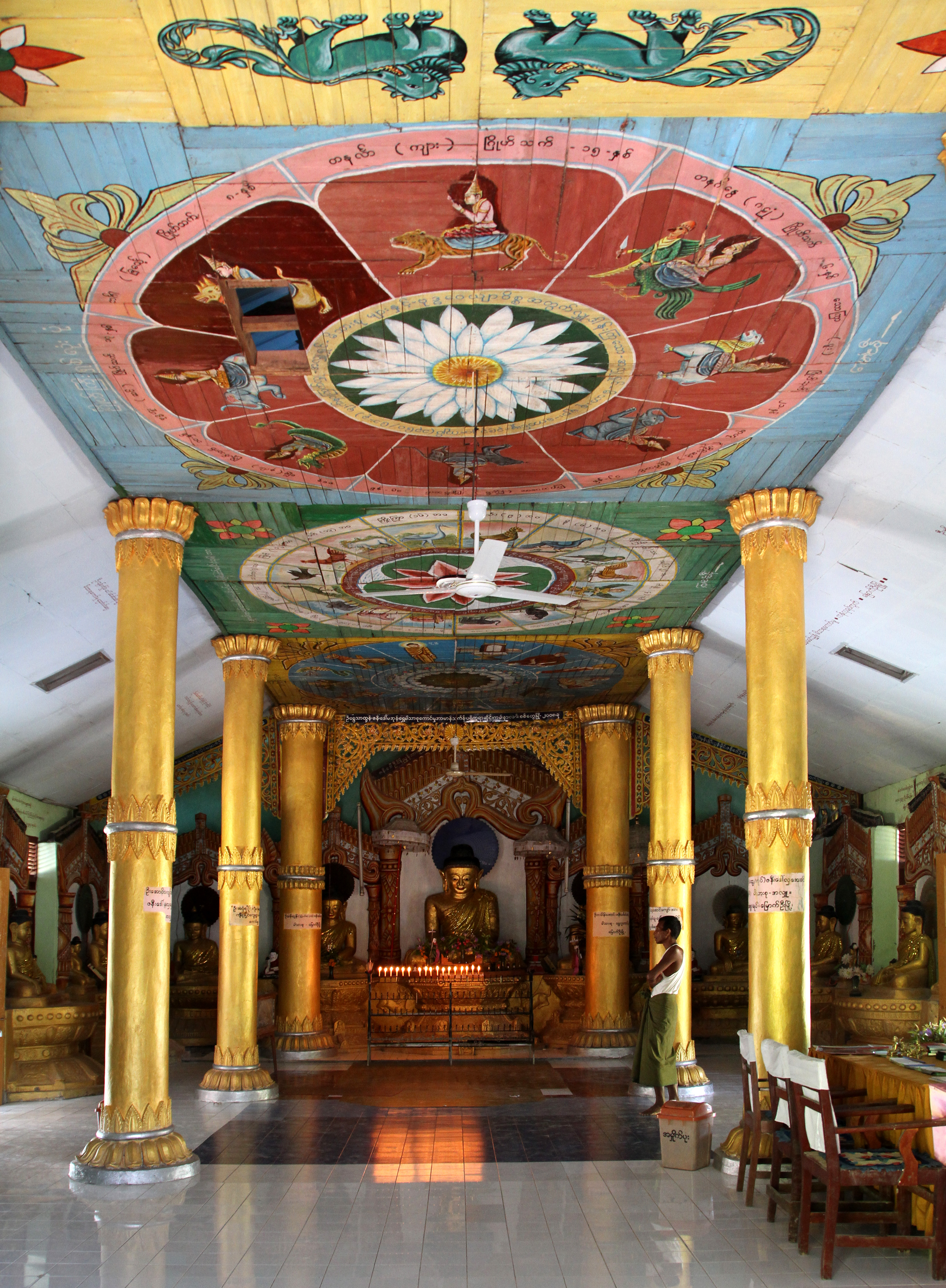
Ordinationshalle
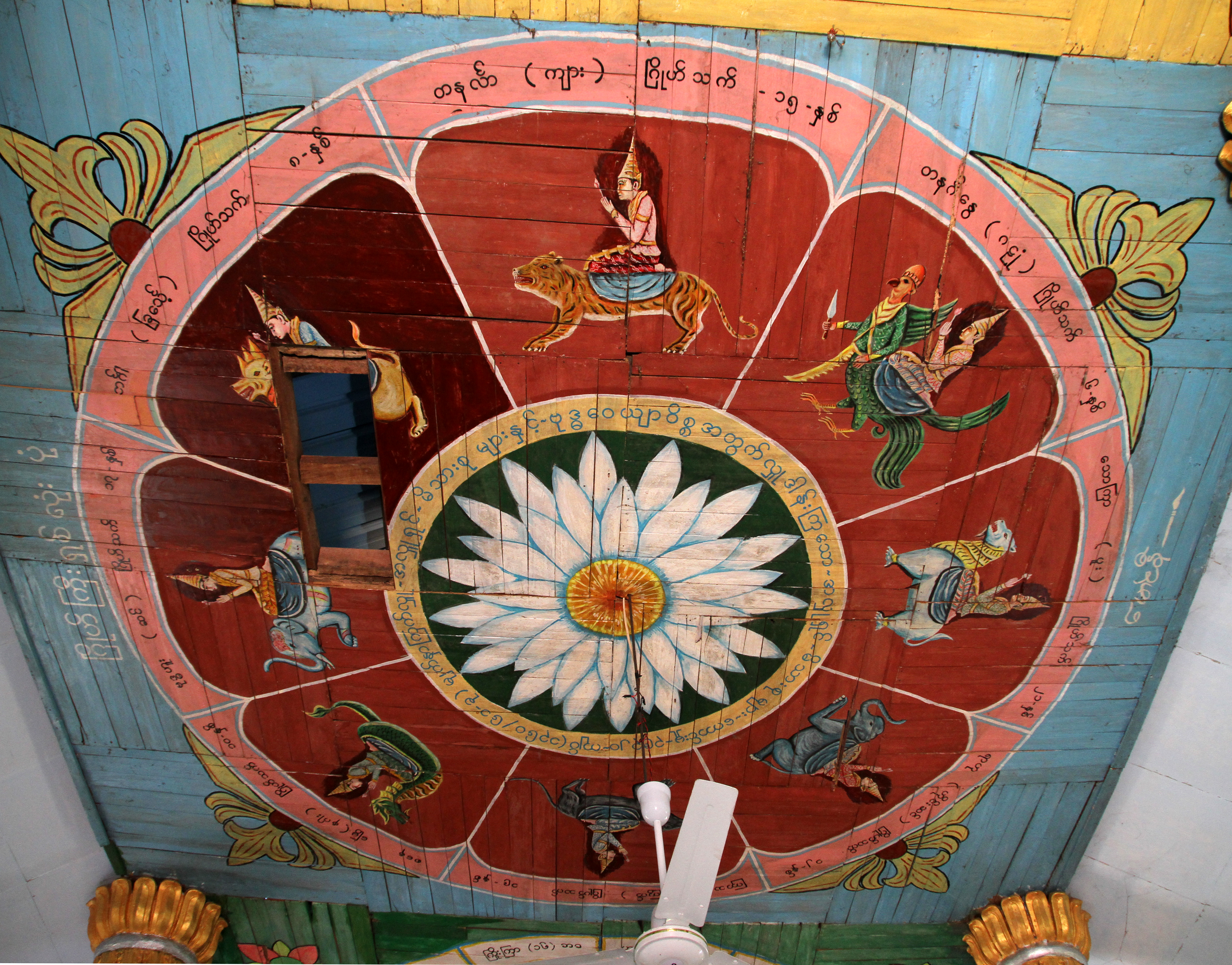
Acht Reiter
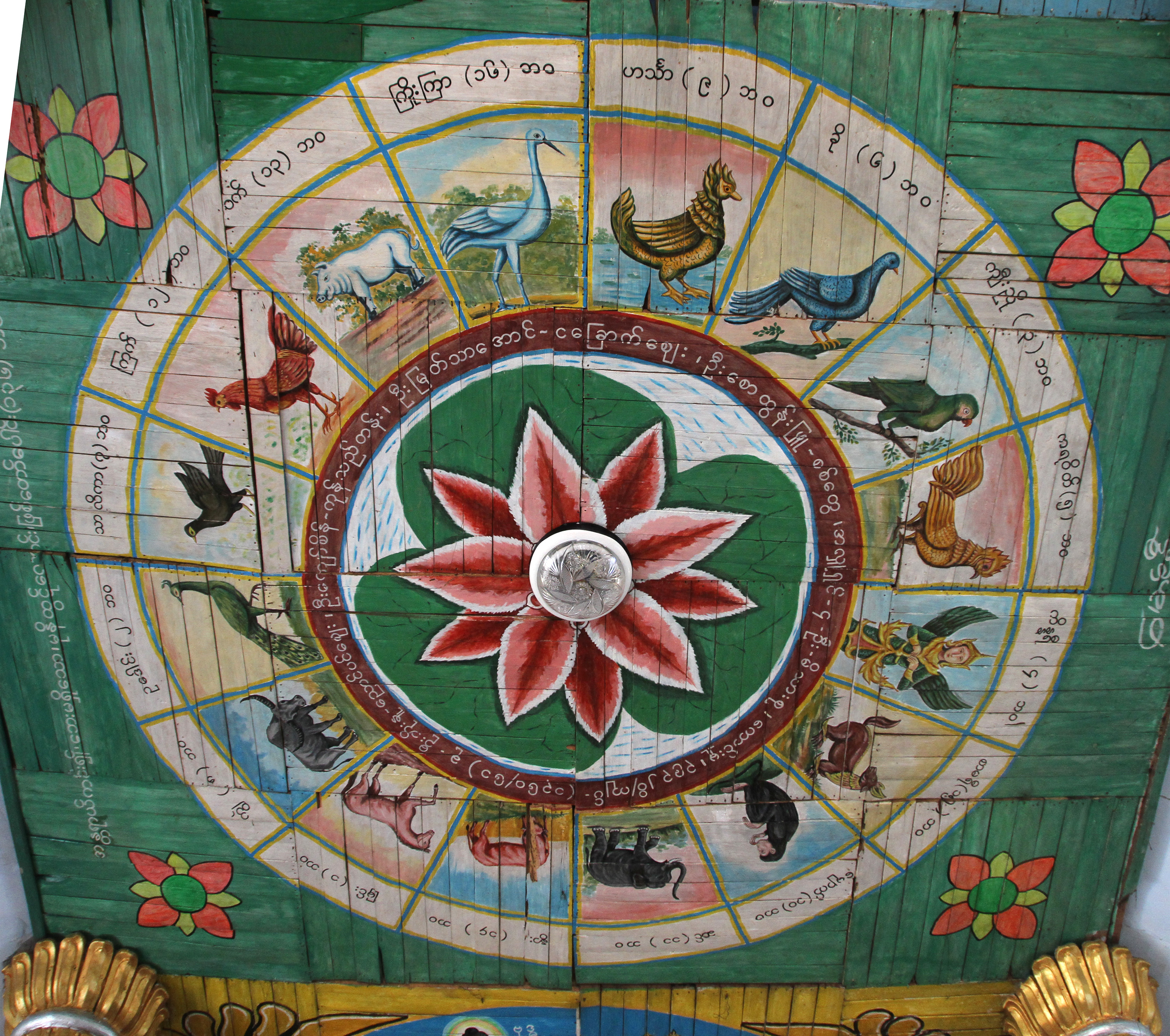
Sechzehn Tiere
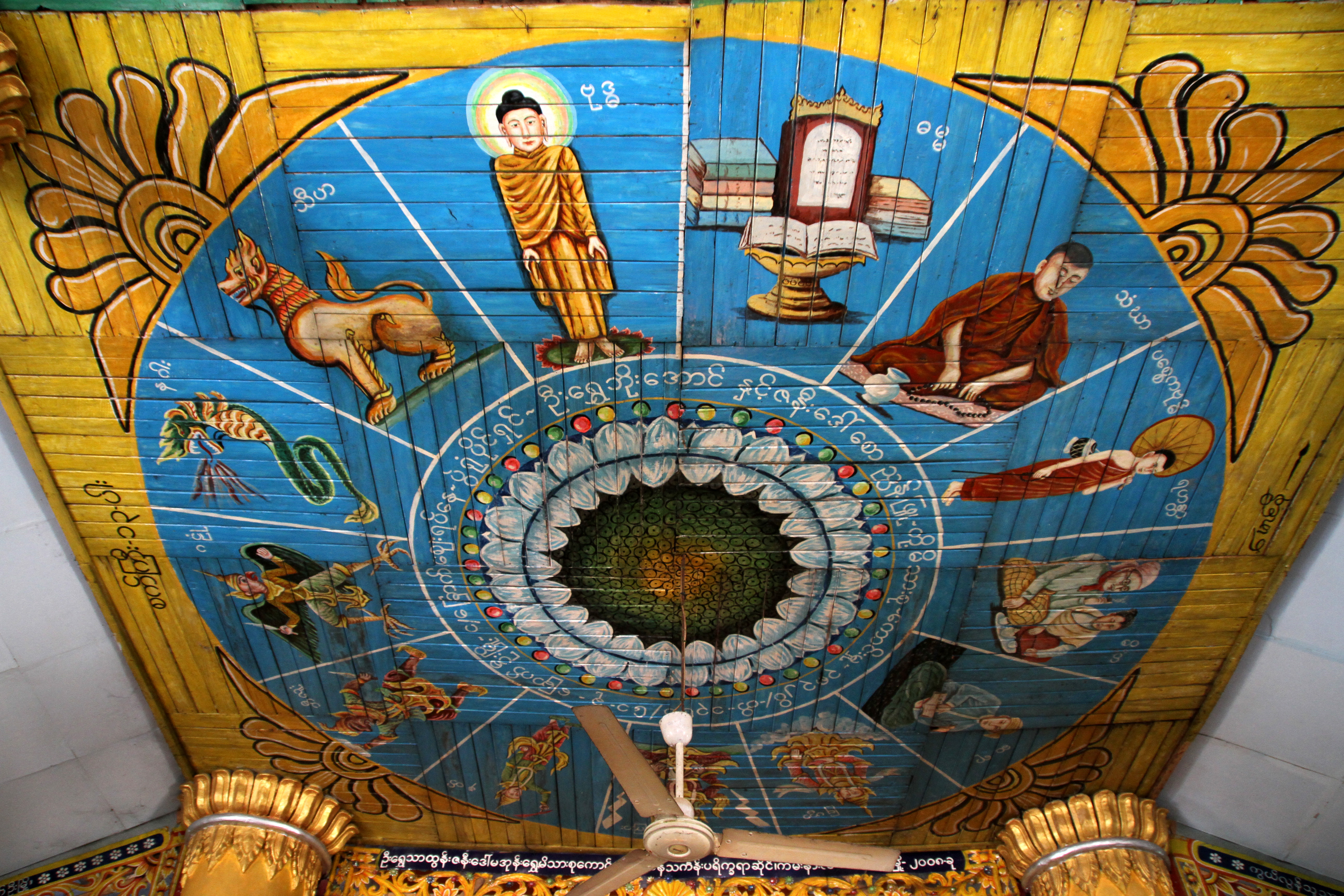
Zwölf Gestalten